# Юдита Габсбург (королева Богемії)
Юдита Габсбург (13 березня 1271, Райнфельден — 21 травня 1297, Прага) Німецька принцеса і королева-консорт Богемії, перша дружина короля Богемії Вацлава II.

## Походження
Юдита походила з династії Габсбургів, вона народилася в сім'ї короля Німеччини Рудольф I і його першої дружини Гертруди Гогенбергської. У віці трьох років, Юдита стала об'єктом політичних планів свого батька, в 1274 році вона була присутньою на косулі в Ліоні, де її заручили з онуком Неаполітанського короля Карла I, Карлом Мартелом.

## Родина
Чоловік — Вацлав II, король Богемії та Польщі
Діти:
- Пржемисл Отакар (1288 — 1288)
- Вацлав III (1289 — 1306); Король Чехії, Король Угорщини та Король Польщі
- Анежка, близнюк Вацлава. Померла у дитинстві.
- Анна (1290 — 1313), вийшла заміж у 1306 за Генріха Хорутанського
- Елішка (1292 — 1330), вийшла заміж у 1310 році за Іоанна Люксембурзького
- Гута (1293 — 1294)
- Ян (1294 — 1295)
- Ян (1295 — 1296)
- Маркета (1296 — 1322), вийшла заміж у 1308 за Болеслава III, силезського князя
- Гута († 21 1297)